# بيدروسو دي أكيم
بلدية بيدروسو دي أكيم (بالإسبانية: Pedroso de Acim)‏، هي بلدية تقع في مقاطعة قصرش والتي تقع في منطقة إكستريمادورا، غرب إسبانيا.
يبلغ عدد سكانها 134 نسمة وفقاً لإحصائية سنة (2002).